# Amick Byram
Amick Byram (McLennan County, 24 gennaio 1955) è un tenore, attore e doppiatore statunitense.

## Biografia
Ha preso parte soprattutto come attore, e per le sue doti canori, anche come cantante in alcune parti cantate di film. Byram ha recitato in numerosi musicala a Broadway e nel resto degli Stati Uniti, tra cui Les Misérables, Sunset Boulevard, My Fair Lady e The Phantom of the Opera nel ruolo del protagonista.

## Filmografia parziale

### Attore
- Star Trek: The Next Generation - serie TV, episodi 4x18-7x07 (1991)
- Un milione di modi per morire nel West (A Million Ways to Die in the West), regia di Seth MacFarlane (2014)

### Doppiatore
- Il principe d'Egitto (The Prince of Egypt) (1998)
- Lilli e il vagabondo II - Il cucciolo ribelle (Lady and the Tramp II: Scamp's Adventure) (2000)
- I Simpson (The Simpsons) – serie TV animata, 1 episodio (2006)